# Mahir Al Muaiqly
Maher Ibn Hamad Ibn Mouâyqil Al Mou‘ayqli Al Balawi (en arabe : ماهر بن حمد بن معيقل المعيقلي البلوي), né le 7 janvier 1969 à Médine (Arabie saoudite), est un guide (imam) et prédicateur (da'i) saoudien, connu pour sa récitation (qira'a) du Coran, considérée comme l'une des plus belles au monde,.

## Enfance
Maher al Muaiqly naît le 7 janvier 1969 à Médine, dans le nord de l'Arabie saoudite, dans la province d'Al Wajh où son père a immigré.
Habitant à côté de La Mecque, il grandit dans une famille musulmane très pieuse. Il est très vite plongé dans les récitations coraniques et est voué à apprendre le Coran dans son entièreté.

## Vie privée
Maher al Muaiqly est père de quatre enfants, tous inscrits dans des écoles coraniques.

## Carrière
Maher al Muaiqly mémorise le Coran au Teachers College de Médine, où il obtient également un diplôme (ijaza) de mathématiques lui permettant d'enseigner cette matière. Il complète ses études par un master de droit hanbalite en 2004, puis par deux doctorats,. 
Il exerce un temps comme conseiller d'orientation à l'école du prince Abdelmadjid de La Mecque. Il travaille comme professeur adjoint au département des études judiciaires de l'université Oumm al-Qura, où il occupe également le poste de vice-doyen aux études supérieures et à la recherche scientifique.
Il est à partir de 2004 un imam à la mosquée Abd Arrahmane Assaâdi de la Mecque puis à la mosquée du Prophète de 2005 à 2006. À partir d'octobre 2006, il est imam à Médine durant deux années.
Ce n'est qu'à partir de 2008 qu'il devient officiellement imam à la mosquée sacrée de la Mecque.
Pendant son temps libre, Maher Al Mueaqly effectue de nombreuses visites dans son pays d'origine ainsi qu'à l'étranger, dans le but d'inviter à l'Islam (dawa). Il est souvent appelé afin d'inaugurer des mosquées dans le monde Arabe. Parallèlement, il met en place à la Mecque des activités de dawa et de sensibilisation de la jeunesse musulmane à l'Islam.

## Récitations
Depuis les années 2000, Maher Al-Muaiqily enregistre des cassettes regroupant ses récitations coraniques. En outre, de nombreuses chaines télévisées et radiophoniques ainsi que des sites sur internet diffusent sa psalmodie. Il est reconnu pour la qualité de ses récitations et pour sa bonne réputation au sein de la communauté musulmane.